# 八重瀬町立東風平中学校
八重瀬町立東風平中学校（やえせちょうりつ こちんだちゅうがっこう）は、沖縄県島尻郡八重瀬町にある公立（町立）中学校。

## 沿革
- 1948年 - 東風平新制中学校として創立[2]。
- 1952年 - 東風平中学校に改称[2]。
- 2005年 - 東風平町と具志頭村の合併により八重瀬町が発足し、八重瀬町立東風平中学校に改称[2]。

## 通学区域
八重瀬町字東風平、八重瀬町字伊覇、八重瀬町字上田原、八重瀬町字屋宜原、八重瀬町字富盛、八重瀬町字世名城、八重瀬町字高良、八重瀬町字志多伯、八重瀬町字当銘、八重瀬町字小城、八重瀬町字宜次、八重瀬町字外間、八重瀬町字友寄

## 出身著名人
- 下地一明 - バスケットボール選手、指導者
- HITOE - 歌手、SPEEDの元メンバー
- 比屋根渉 - 元プロ野球選手
- 神谷絵梨奈 - ヨネックス株式会社 所属、元プロソフトテニス選手